# Friedrich August Brand
Pour les articles homonymes, voir Brand.
Friedrich August Brand est un peintre et graveur sur cuivre autrichien né à Vienne le 20 décembre 1735 et mort dans la même ville le 9 octobre 1806. 

## Biographie
Il est le fils du peintre de paysage Christian Hilfgott Brand et le frère de Johann Christian Brand.
Il a étudié à partir de 1754 à l'Académie des beaux-arts de Vienne la peinture d'histoire avec Daniel Gran et Paul Troger et la gravure avec Jacob Matthias Schmutzer. 
Il a été membre de l'académie en 1774, et, en 1776, assistant de son frère, Johann Christian Brand, qui y était professeur de peinture de paysage et auquel il a succédé comme professeur en 1795.